# The Floor Sverige
The Floor Sverige är ett svenskt lekprogram som hade premiär på Kanal 5 och Max den 4 september 2024. Första säsongen började den 4 september 2024 och avslutades den 27 november 2024 och vanns av Ulf Ödesjö från Göteborg. Programmet är en svensk version av ett nederländskt programkoncept skapat av John de Mol som även haft versioner i USA och Frankrike. Programledare är Anders Jansson och Erik Ekstrand deltar som sidekick. Den person som vinner programmet får en prissumma på 1 miljon kronor.

## Upplägg[7]
I programmet tävlar 100 personer i dueller på ett golv som delats upp i hundra rutor som kan lysas upp. Från början representerar varje ruta en person och en distinkt kategori/kunskapsområde. Först slumpas en deltagare som måste gå upp i duell. Deltagaren väljer sedan en granne till denne och gör upp med grannen i grannens kategori. En granne är en person som har minst en ruta bland de rutor som direkt gränsar till utmanarens yta. De presenteras en bild åt gången som syftar på en entitet som hör hemma i eller förknippas med den kategorin. Duellanterna turas om att svara och har vardera totalt 45 sekunder (om man inte vunnit The Golden Square och valt att utnyttja den). Utmanaren börjar svara. Tiden tickar för deltagaren tills denne svarat rätt namn på entiteten, efter vilket ordet går över till motståndaren vars klocka börjar ticka. Säger man "pass" kostar det tre sekunder men deltagaren får en ny entitet. Den deltagare vars tid först går ut måste lämna tävlingen. Segraren vinner då sin motståndares samtliga rutor och adderar dessa till sina egna. Är det utmanaren som vinner duellen så behåller denne samma kategori som den gick in i duellen med. Är det den utmanade som vinner så ärver denne utmanarens kategori istället. Den segrande deltagaren får välja huruvida denne vill gå tillbaka till sina rutor, efter vilket en utmanare slumpas igen, eller duellera en granne. Innan golvet nollställts kan slumpgeneratorn bara välja en deltagare som ännu inte tävlat. När alla kvarvarande deltagare tävlat minst en gång nollställs golvet. Från och med då kan slumpgeneratorn alltid utse vem som helst av de kvarvarande deltagarna till utmanare. Om en deltagare vinner tre dueller i rad (bortsett musikduellerna) får denne fem extra-sekunder som kan utnyttjas i valfri duell utom i finalen. Att vinna dessa extra fem sekunder kallas för att vinna The Golden Square.
När det bara återstår två deltagare väljer den som har störst spelyta fritt bland de två återstående kategorierna. Den som då är utmanare kan då inte välja att gå tillbaka till golvet i hopp om att inte behöva börja svara först. Den som vinner duellen blir mästare och 1 000 000 kr rikare.
I slutet av varje program utom finalen är det en duell, en så kallad veckofinal eller "giganternas kamp", mellan de två deltagare som just då innehar flest rutor på golvet. Denna duell skiljer sig från de andra duellerna dels genom att det inte är bilder som visas utan musikklipp som spelas och dels genom att vinnaren får 10 000 kronor samt att förloraren får vara kvar i tävlingen. Den som har minst antal rutor börjar svara. Skulle två eller fler deltagare ha lika stor spelyta så är det den/de som vann en vanlig duell senast som får tävla i veckofinalen.
Första säsongen spelades in under en fyradagarsperiod i Nederländerna.

## Medverkande (i urval)

### Programledare
- Anders Jansson
- Erik Ekstrand

### Tävlande (i den ordning de tävlar)
| Namn                        | Kategori                 | Antal dueller spelade | Övrigt                            |
| --------------------------- | ------------------------ | --------------------- | --------------------------------- |
| Zarah-Lou Säwenfalk         | Exotiska djur            | 3                     | Utslagen i program 11             |
| Liselott Sivukari           | Frukt och bär            | 1                     | Utslagen i program 1              |
| Malin Sandnell              | I vattnet                | 1                     | Utslagen i program 1              |
| Jack Roempke Andersson      | Leksaker                 | 4+2 musikdueller      | Vinnare av 10 000 i program 1     |
| Jack Roempke Andersson      | Leksaker                 | 4+2 musikdueller      | Vinnare av 10 000 i program 2     |
| Jack Roempke Andersson      | Leksaker                 | 4+2 musikdueller      | Utslagen i program 3              |
| Angelina Barkfjärd          | Kändisbarn               | 1                     | Utslagen i program 1              |
| Krister Mekhal              | Svenska artister         | 1                     | Utslagen i program 1              |
| Pia Sixtenson               | Programledare            | 1                     | Utslagen i program 1              |
| Peter Söderström            | Yrken                    | 3                     | Utslagen i program 3              |
| Ludvig Axfjord              | Flaggor                  | 1                     | Utslagen i program 1              |
| Julia Ohlsson               | Bilmärken                | 2                     | Utslagen i program 4              |
| Stina Öhman                 | Sällskapsspel            | 3+1 musikduell        | Utslagen i program 4              |
| Peter Käck                  | Svenska band             | 1                     | Utslagen i program 1              |
| Peter "Pete" Emery          | Skådespelerskor          | 2                     | Utslagen i program 2              |
| Cynthia Charles             | USA:s delstater          | 1                     | Utslagen i program 2              |
| Anton Bergman               | Hiphop                   | 3+3 musikdueller      | Vinnare av 10 000 i program 3     |
| Anton Bergman               | Hiphop                   | 3+3 musikdueller      | Vinnare av 10 000 i program 4     |
| Anton Bergman               | Hiphop                   | 3+3 musikdueller      | Utslagen i program 7              |
| Jeanette Rydberg            | Kända frisyrer           | 1                     | Utslagen i program 2              |
| Natalie                     | Hollywood                | 2                     | Utslagen i program 10             |
| Bertil Blues Johansson      | Förkortningar            | 1                     | Utslagen i program 2              |
| Yorgo "Jojje" Skulis        | Svenska komiker          | 8+1 musikduell        | Utslagen i program 13             |
| Michaela Wåhlberg           | Grillfest                | 1                     | Utslagen i program 2              |
| Siri Karlsson               | Språk                    | 1                     | Utslagen i program 2              |
| Christofer Ohlsson          | Möbler                   | 5+1 musikduell        | Utslagen i program 11             |
| Mirely Figueroa De Ndziba   | Fredagsmys               | 1                     | Utslagen i program 2              |
| Andreas Sjöberg             | Metropoler               | 4                     | Utslagen i program 3              |
| Esmeralda Tällö             | Världskartan             | 1                     | Utslagen i program 3              |
| Marielle Johansson          | Byggvaruhuset            | 1                     | Utslagen i program 3              |
| Linda Norrman               | Godis                    | 3                     | Utslagen i program 3              |
| Oscar Hallberg              | OS-grenar                | 5+3 musikdueller      | Utslagen i program 6              |
| Rune                        | Skidåkare                | 1                     | Utslagen i program 3              |
| Carl "Calle" Svane          | Svenska Olympier         | 1                     | Utslagen i program 4              |
| Queen Otto Röyttä           | Ikoniska outfits         | 3                     | Utslagen i program 13             |
| Queen Otto Röyttä           | Ikoniska outfits         | 3                     | 2:a plats                         |
| Anneli Nööjd Ek             | Köksredskap              | 1                     | Utslagen i program 4              |
| Peter Axelsson              | Öl                       | 1                     | Utslagen i program 4              |
| Moa Areskog-Berquist        | Bakverk                  | 2                     | Utslagen i program 10             |
| Päivi Korhonen Carlberg     | Modeikoner               | 3                     | Utslagen i program 8              |
| Alberto Aguilar Umerkajeff  | Sjukhuset                | 1                     | Utslagen i program 4              |
| Kevin Austin                | Drickbart                | 1                     | Utslagen i program 4              |
| Bia Sakrak                  | Kaoslådan                | 2                     | Utslagen i program 5              |
| Claes Stridsberg            | Fåglar                   | 3                     | Utslagen i program 11             |
| Pia Hellström               | Kända duos               | 1                     | Utslagen i program 5              |
| Lena Grennard               | Sevärdheter              | 1                     | Utslagen i program 5              |
| Mathias Rasmusson           | Svenska fotbollsspelare  | 1                     | Utslagen i program 5              |
| Towe                        | Badrummet                | 2                     | Utslagen i program 5              |
| Andreas Björkman            | Svenska städer           | 5+1 musikduell        | Vinnare av 10 000 i program 5     |
| Andreas Björkman            | Svenska städer           | 5+1 musikduell        | Utslagen i program 12             |
| Nilla Mölk                  | Alla mot alla            | 1                     | Utslagen i program 5              |
| Sass Wolgers                | Svenska komedier         | 1                     | Utslagen i program 5              |
| Jessica Lindh               | Hundar                   | 3+3 musikdueller      | Vinnare av 10 000 i program 6     |
| Jessica Lindh               | Hundar                   | 3+3 musikdueller      | Vinnare av 10 000 i program 7     |
| Jessica Lindh               | Hundar                   | 3+3 musikdueller      | Vinnare av 10 000 i program 8     |
| Jessica Lindh               | Hundar                   | 3+3 musikdueller      | Utslagen i program 9              |
| Hampus Åberg                | Gaming                   | 2                     | Utslagen i program 12             |
| Eva Jensen                  | Skog & Mark              | 1                     | Utslagen i program 6              |
| Joakim "Jokke" Karlsson     | Loggor                   | 2                     | Utslagen i program 9              |
| Alexander Rogby             | Högtider                 | 1                     | Utslagen i program 6              |
| Teresa Toivonen             | Racketsport              | 1                     | Utslagen i program 6              |
| Teddy Landén                | Rymden                   | 3                     | Utslagen i program 6              |
| Raffaello Beltrami          | Historiska kvinnor       | 1                     | Utslagen i program 6              |
| Anita Winblad               | Grönsaker                | 1                     | Utslagen i program 6              |
| David Jacobsson             | Religion                 | 4                     | Utslagen i program 8              |
| Jessica Lindoff             | Hunkar                   | 1                     | Utslagen i program 6              |
| André Löwenbrååt            | Popstjärnor              | 4                     | Utslagen i program 12             |
| Emmi Schyberg               | Kungligheter             | 3                     | Utslagen i program 13             |
| John Spiegel                | Hotellfrukost            | 1                     | Utslagen i program 7              |
| Peter Twinomujuni           | Appar                    | 1                     | Utslagen i program 7              |
| Emilly Lindberg             | TV-program               | 1                     | Utslagen i program 7              |
| Desirée Ehn                 | Kryddor & smaksättare    | 1                     | Utslagen i program 7              |
| Johan Levin                 | Rock                     | 3                     | Utslagen i program 13             |
| Anna Nordin                 | Blommor                  | 3                     | Utslagen i program 7              |
| Emil Persson Bocanegra      | Skolan                   | 1                     | Utslagen i program 7              |
| Sofia Gyllenhammar          | Melodifestivalen         | 5+2 musikdueller      | Vinnare av 10 000 i program 12    |
| Sofia Gyllenhammar          | Melodifestivalen         | 5+2 musikdueller      | Utslagen i program 13             |
| Sofia Gyllenhammar          | Melodifestivalen         | 5+2 musikdueller      | 4:e plats                         |
| Caitlin Mooney              | Människokroppen          | 1                     | Utslagen i program 7              |
| Kevin C                     | Engelska                 | 2                     | Utslagen i program 8              |
| Amanda Melin                | Influencers              | 1                     | Utslagen i program 8              |
| Jan Bodén                   | Historiskt               | 1                     | Utslagen i program 8              |
| David Olsson                | Svenska politiker        | 2+1 musikduell        | Utslagen i program 9              |
| Roland Fläring              | Sportutrustning          | 1                     | Utslagen i program 8              |
| Maria Walther               | Litteratur               | 2                     | Utslagen i program 10             |
| Julle Bergenholtz-Foglander | Eurovision               | 1                     | Utslagen i program 8              |
| Anne Piri                   | Julbord                  | 1                     | Utslagen i program 8              |
| Ludvig Alfredsson           | Sommarpratare            | 2                     | Utslagen i program 10             |
| Knut-Olle Juhlin            | Ombord                   | 2                     | Utslagen i program 9              |
| Hanna Josefsson             | Verktyg                  | 1                     | Utslagen i program 9              |
| Linus Masimov               | Kända skägg              | 3                     | Utslagen i program 12             |
| Neféli Öberg                | Skor                     | 1                     | Utslagen i program 9              |
| Therése Hallberg            | Småkryp                  | 1                     | Utslagen i program 9              |
| Seppo Jylänne               | Rovdjur                  | 3                     | Utslagen i program 13             |
| Seppo Jylänne               | Rovdjur                  | 3                     | 3:e plats                         |
| Axel Kempemo Neld           | Manliga fotbollsstjärnor | 1                     | Utslagen i program 9              |
| Kristina Jermer             | Radioprofiler            | 4+1 musikduell        | Utslagen i program 13             |
| Alexander Brock             | Medieprofiler            | 2+2 musikdueller      | Vinnare av 10 000 i program 9     |
| Alexander Brock             | Medieprofiler            | 2+2 musikdueller      | Vinnare av 10 000 i program 10    |
| Alexander Brock             | Medieprofiler            | 2+2 musikdueller      | Utslagen i program 12             |
| Caroline Beijersten         | Teknik                   | 3+1 musikduell        | Utslagen i program 10             |
| Inger Kalotini              | Lantbruk                 | 2                     | Utslagen i program 10             |
| Mattias Österman            | Maträtter                | 5+2 musikdueller      | Vinnare av 10 000 i program 11    |
| Mattias Österman            | Maträtter                | 5+2 musikdueller      | Utslagen i program 12             |
| Sylvia Krenn                | Transportmedel           | 3                     | Utslagen i program 12             |
| Ulf Ödesjö                  | Göteborg                 | 6                     | Vinnare av 1 000 000 i program 13 |
| Ulf Ödesjö                  | Göteborg                 | 6                     | Säsongsvinnare                    |
| Kristina "Kriss" Unnerholm  | Instrument               | 1                     | Utslagen i program 10             |
| Alexandra                   | Klädmärken               | 1                     | Utslagen i program 10             |
| Marcus Karlsson             | Makthavare               | 2                     | Utslagen i program 12             |
| Jimmy Hagelfors             | Huvudstäder              | 1                     | Utslagen i program 11             |
| Oskar Ceréus                | Idrottsklubbar           | 2                     | Utslagen i program 13             |
| Jenny Daza                  | Kläder & Accessoarer     | 1                     | Utslagen i program 11             |
| Daniel                      | Öar                      | 1                     | Utslagen i program 11             |
| Sandra Broberg Svennersjö   | Författare               | 1                     | Utslagen i program 11             |
| Felix Olofsson              | Kockar                   | 1                     | Utslagen i program 11             |

## Dueller
| Program | Utmanare        | Utmanad      | Kategori                 | Vinnare     | Vinnarens kategori efter duellen | Övrigt                                   |
| ------- | --------------- | ------------ | ------------------------ | ----------- | -------------------------------- | ---------------------------------------- |
| 1       | Zarah-Lou       | Liselott     | Frukt och bär            | Zarah-Lou   | Exotiska djur                    |                                          |
| 1       | Malin           | Jack         | Leksaker                 | Jack        | I vattnet                        |                                          |
| 1       | Jack            | Angelina     | Kändisbarn               | Jack        | I vattnet                        |                                          |
| 1       | Jack            | Krister      | Svenska artister         | Jack        | I vattnet                        | Jack vinner The Golden Square            |
| 1       | Pia S           | Peter S      | Yrken                    | Peter S     | Programledare                    |                                          |
| 1       | Ludvig Axfjord  | Julia        | Bilmärken                | Julia       | Flaggor                          |                                          |
| 1       | Stina           | Peter K      | Svenska band             | Stina       | Sällskapsspel                    |                                          |
| 1       | Stina           | Jack         | Melodifestival           | Jack        |                                  | Musikduell                               |
| 2       | Pete            | Cynthia      | USA:s delstater          | Pete        | Skådespelerskor                  |                                          |
| 2       | Pete            | Anton        | Hiphop                   | Anton       | Skådespelerskor                  |                                          |
| 2       | Anton           | Jeanette     | Kända frisyrer           | Anton       | Skådespelerskor                  |                                          |
| 2       | Natalie         | Bertil Blues | Förkortningar            | Natalie     | Hollywood                        |                                          |
| 2       | Jojje           | Michaela     | Grillfest                | Jojje       | Svenska komiker                  |                                          |
| 2       | Siri            | Christofer   | Möbler                   | Christofer  | Språk                            |                                          |
| 2       | Mirely          | Andreas S    | Metropoler               | Andreas S   | Fredagsmys                       |                                          |
| 2       | Jack            | Anton        | TV-serier                | Jack        |                                  | Musikduell                               |
| 3       | Andreas S       | Esmeralda    | Världskartan             | Andreas S   | Fredagsmys                       |                                          |
| 3       | Andreas S       | Marielle     | Byggvaruhuset            | Andreas S   | Fredagsmys                       | Andreas S vinner The Golden Square       |
| 3       | Linda           | Jack         | I vattnet                | Linda       | Godis                            | Jack använder sina 5 extra sekunder      |
| 3       | Linda           | Andreas S    | Fredagsmys               | Linda       | Godis                            | Andreas S använder sina 5 extra sekunder |
| 3       | Linda           | Peter S      | Programledare            | Peter S     | Godis                            |                                          |
| 3       | Peter S         | Oscar        | OS-grenar                | Oscar       | Godis                            |                                          |
| 3       | Oscar           | Rune         | Skidåkare                | Oscar       | Godis                            |                                          |
| 3       | Anton           | Oscar        | 80-talsintron            | Anton       |                                  | Musikduell                               |
| 4       | Oscar           | Calle        | Svenska Olympier         | Oscar       | Godis                            | Oscar vinner The Golden Square           |
| 4       | Queen Otto      | Julia        | Flaggor                  | Queen Otto  | Ikoniska Outfits                 |                                          |
| 4       | Anneli          | Stina        | Sällskapsspel            | Stina       | Köksredskap                      |                                          |
| 4       | Stina           | Oscar        | Godis                    | Oscar       | Köksredskap                      | Oscar använder sina 5 extra sekunder     |
| 4       | Peter A         | Moa          | Bakverk                  | Moa         | Öl                               |                                          |
| 4       | Päivi           | Alberto      | Sjukhuset                | Päivi       | Modeikoner                       |                                          |
| 4       | Kevin A         | Bia          | Kaoslådan                | Bia         | Drickbart                        |                                          |
| 4       | Anton           | Oscar        | 00-talshits              | Anton       |                                  | Musikduell                               |
| 5       | Claes           | Pia H        | Kända duos               | Claes       | Fåglar                           |                                          |
| 5       | Lena            | Christofer   | Språk                    | Christofer  | Sevärdheter                      |                                          |
| 5       | Mathias         | Towe         | Badrummet                | Towe        | Svenska fotbollsspelare          |                                          |
| 5       | Towe            | Andreas B    | Svenska städer           | Andreas B   | Svenska fotbollsspelare          |                                          |
| 5       | Andreas B       | Nilla        | Alla mot Alla            | Andreas B   | Svenska fotbollsspelare          |                                          |
| 5       | Andreas B       | Sass         | Svenska komedier         | Andreas B   | Svenska fotbollsspelare          | Andreas B vinner The Golden Square       |
| 5       | Jessica         | Bia          | Drickbart                | Jessica     | Hundar                           |                                          |
| 5       | Andreas B       | Oscar        | Rock                     | Andreas B   |                                  | Musikduell                               |
| 6       | Jessica         | Oscar        | Köksredskap              | Jessica     | Hundar                           |                                          |
| 6       | Hampus          | Eva          | Skog & mark              | Hampus      | Gaming                           |                                          |
| 6       | Jokke           | Alexander R  | Högtider                 | Jokke       | Loggor                           |                                          |
| 6       | Teresa          | Teddy        | Rymden                   | Teddy       | Racketsport                      |                                          |
| 6       | Teddy           | Raffaello    | Historiska kvinnor       | Teddy       | Racketsport                      |                                          |
| 6       | Teddy           | Christofer   | Sevärdheter              | Christofer  | Racketsport                      |                                          |
| 6       | Anita           | David J      | Religion                 | David J     | Grönsaker                        |                                          |
| 6       | Jessica Lindoff | André        | Popstjärnor              | André       | Hunkar                           |                                          |
| 6       | Christofer      | Jessica      | Filmsoundtracks          | Jessica     |                                  | Musikduell                               |
| 7       | Emmi            | John         | Hotellfrukost            | Emmi        | Kungligheter                     |                                          |
| 7       | Peter T         | Jojje        | Svenska Komiker          | Jojje       | Appar                            |                                          |
| 7       | Jojje           | Emilly       | TV-program               | Jojje       | Appar                            |                                          |
| 7       | Desirée         | Johan        | Rock                     | Johan       | Kryddor & smaksättare            |                                          |
| 7       | Anna            | Anton        | Skådespelerskor          | Anna        | Blommor                          |                                          |
| 7       | Anna            | Emil         | Skolan                   | Anna        | Blommor                          |                                          |
| 7       | Anna            | Sofia        | Melodifestivalen         | Sofia       | Blommor                          |                                          |
| 7       | Caitlin         | Kevin C      | Engelska                 | Kevin C     | Människokroppen                  |                                          |
| 7       | Sofia           | Jessica      | Ballader                 | Jessica     |                                  | Musikduell                               |
| 8       | Kevin C         | André        | Hunkar                   | André       | Människokroppen                  |                                          |
| 8       | Amanda          | David J      | Grönsaker                | David J     | Influencers                      |                                          |
| 8       | David J         | Jan          | Historiskt               | David J     | Influencers                      |                                          |
| 8       | David J         | Päivi        | Modeikoner               | Päivi       | Influencers                      |                                          |
| 8       | David O         | Päivi        | Influencers              | David O     | Svenska politiker                |                                          |
| 8       | Roland          | Maria        | Litteratur               | Maria       | Sportutrustning                  |                                          |
| 8       | Julle           | Jojje        | Appar                    | Jojje       | Eurovision                       |                                          |
| 8       | Anne            | Ludvig       | Sommarpratare            | Ludvig      | Julbord                          |                                          |
| 8       | David O         | Jessica      | Sommarplågor             | Jessica     |                                  | Musikduell                               |
| 9       | Knut-Olle       | Jessica      | Hundar                   | Knut-Olle   | Ombord                           |                                          |
| 9       | Hanna           | Zarah-Lou    | Exotiska djur            | Zarah-Lou   | Verktyg                          |                                          |
| 9       | Linus           | Neféli       | Skor                     | Linus       | Kända skägg                      |                                          |
| 9       | Therése         | Seppo        | Rovdjur                  | Seppo       | Småkryp                          |                                          |
| 9       | Axel            | Christofer   | Racketsport              | Christofer  | Manliga fotbollsstjärnor         |                                          |
| 9       | Kristina        | Jokke        | Loggor                   | Kristina    | Radioprofiler                    |                                          |
| 9       | Alexander B     | David O      | Svenska politiker        | Alexander B | Medieprofiler                    |                                          |
| 9       | Caroline        | Knut-Olle    | Ombord                   | Caroline    | Teknik                           |                                          |
| 9       | Alexander B     | Caroline     | Max Martin               | Alexander B |                                  | Musikduell                               |
| 10      | Caroline        | Maria        | Sportutrustning          | Caroline    | Teknik                           |                                          |
| 10      | Caroline        | Inger        | Lantbruk                 | Inger       | Teknik                           |                                          |
| 10      | Mattias         | Inger        | Teknik                   | Mattias     | Maträtter                        |                                          |
| 10      | Mattias         | Moa          | Öl                       | Mattias     | Maträtter                        |                                          |
| 10      | Sylvia          | Ludvig       | Julbord                  | Sylvia      | Transportmedel                   |                                          |
| 10      | Ulf             | Natalie      | Hollywood                | Ulf         | Göteborg                         |                                          |
| 10      | Kriss           | Mattias      | Maträtter                | Mattias     | Instrument                       |                                          |
| 10      | Alexandra       | Jojje        | Eurovision               | Jojje       | Klädmärken                       |                                          |
| 10      | Alexander B     | Mattias      | 90-talshits              | Alexander B |                                  | Musikduell                               |
| 11      | Marcus          | Christofer   | Manliga fotbollsstjärnor | Marcus      | Makthavare                       |                                          |
| 11      | Jimmy           | Sylvia       | Transportmedel           | Sylvia      | Huvudstäder                      |                                          |
| 11      | Oskar           | Jenny        | Kläder & accessoarer     | Oskar       | Idrottsklubbar                   |                                          |
| 11      | Daniel          | Jojje        | Klädmärken               | Jojje       | Öar                              |                                          |
| 11      | Sandra          | Ulf          | Göteborg                 | Ulf         | Författare                       |                                          |
| 11      | Felix           | Mattias      | Instrument               | Mattias     | Kockar                           |                                          |
| 11      | Claes           | Zarah-Lou    | Verktyg                  | Claes       | Fåglar                           |                                          |
| 11      | Kristina        | Claes        | Fåglar                   | Kristina    | Radioprofiler                    |                                          |
| 11      | Kristina        | Mattias      | Gamla godingar           | Mattias     |                                  | Musikduell                               |
| 12      | Andreas B       | Mattias      | Kockar                   | Andreas B   | Svenska fotbollsspelare          | Andreas B använder sina 5 extra sekunder |
| 12      | Hampus          | André        | Människokroppen          | André       | Gaming                           |                                          |
| 12      | Linus           | Marcus       | Makthavare               | Linus       | Kända skägg                      |                                          |
| 12      | Linus           | Sofia        | Blommor                  | Sofia       | Kända skägg                      |                                          |
| 12      | Emmi            | Alexander B  | Medieprofiler            | Emmi        | Kungligheter                     |                                          |
| 12      | Jojje           | Andreas B    | Svenska fotbollsspelare  | Jojje       | Öar                              |                                          |
| 12      | André           | Sofia        | Kända skägg              | Sofia       | Gaming                           |                                          |
| 12      | Sylvia          | Johan        | Kryddor & smaksättare    | Johan       | Huvudstäder                      |                                          |
| 12      | Sofia           | Jojje        | Moderna hits             | Sofia       |                                  | Musikduell                               |
| 13      | Oskar           | Sofia        | Gaming                   | Sofia       | Idrottsklubbar                   |                                          |
| 13      | Ulf             | Jojje        | Öar                      | Ulf         | Författare                       |                                          |
| 13      | Emmi            | Kristina     | Radioprofiler            | Kristina    | Kungligheter                     |                                          |
| 13      | Seppo           | Johan        | Huvudstäder              | Seppo       | Småkryp                          |                                          |
| 13      | Queen Otto      | Kristina     | Kungligheter             | Queen Otto  | Ikoniska outfits                 |                                          |
| 13      | Ulf             | Sofia        | Idrottsklubbar           | Ulf         | Författare                       |                                          |
| 13      | Seppo           | Ulf          | Författare               | Ulf         | Småkryp                          |                                          |
| 13      | Ulf             | Queen Otto   | Småkryp                  | Ulf         |                                  | Finalduellen                             |